# 어유소 장군 묘역
어유소 장군 묘역은 대한민국 경기도 동두천시 광암동에 있는, 조선 전기의 무신인 어유소(魚有沼) 장군의 무덤이다. 1986년 4월 28일 동두천시의 향토문화재 제4호로 지정되었다.

## 개요
어유소(1434년 ∼ 1489년)장군은 조선 초기의 무신으로 자는 자유(子遊), 본관은 충주이다. 
1434년(세종16)에 양주(현 지행동)에서 병마수군절제사 어득해의 아들로 태어났다. 1451년(문종1)에 내금위에 선보되고 1456년(세조 6) 여진 정벌에 큰 공을 세워 회령부사를 지냈다. 1467년(세조13) 5월에 함길도(함경도)에서 이시애가 반란을 일으켰을 때 좌대장으로 이시애의 난을 평정하여 적개공신(敵愾功臣) 1등이 되어 예성군(蘂城君)에 봉해지고 공조판서에 특진되었다. 그 해 겨울 명나라 건주위(建州衛)를 칠 때 좌대장으로 큰 공을 세웠고, 1469년(예종1) 함경북도 절도사, 1471년(성종2) 좌리공신(左理功臣) 4등이 되고 두 차례나 영안북도(永安北道) 절도사를 지냈다. 시호는 정장(貞壯)이다.
묘 앞에는 묘비·상석·무인석이 갖추어져 있고 고령 신씨(高靈申氏)의 묘가 합장되어 있다. 신도비는 화강암의 방형 기단 위에 세워져 있는데 월두형의 비신에 투구형의 옥개(屋蓋)가 조각된 것이 특징적이다. 성종군 어세겸이 찬하고, 안심서의 전액으로 되어 있는 비문은 거의 마모되어 확인되지 않으며 정장공신도비명(貞에壯公神道碑銘)이란 전액이 확인될 뿐이다.
묘역은 일반인의 출입이 제한되는 미군부대 내에 위치하고 있다.

## 같이 보기
- 어유소

## 참고 자료
- 어유소 장군 묘역 - 동두천시 문화관광 - 향토유적